# E-Z Reader
E-Z Reader (от англ. «Easy Reader», «Читающий легко») — самая популярная модель естественного чтения текста человеком на средней скорости по целым словам в когнитивной психологии.
Хотя у этой модели есть целый набор аналогичных по концепции конкурирующих теорий, таких как SWIFT, но E-Z Reader наиболее полно объясняет экспериментально наблюдаемые факты. В их числе пропуск 30 % и более слов при чтении баллистическим перескоком саккад глазного яблока, предварительный анализ следующего слова в размытом изображении в парафовеальной области, возможность самого чтения по словам за счёт предварительного орфографического разбора и многие другие эффекты в сложном процессе чтения человеком.

## Практическое значение модели E-Z Reader
Модель E-Z Reader имеет компьютерное воплощение и в данном случае является разновидностью искусственного интеллекта. Экспериментальное сравнение поведения искусственного интеллекта, реализованного через E-Z Reader, с поведением человека позволяет когнитивным психологам глубже понимать процессы чтения человека. В том числе, модель используется для изучения дислексии и определения её причин в рамках этапов обработки текста в E-Z Reader. Одно из важнейших открытий, сделанных за счёт применения E-Z Reader, заключается в том, что нейросети лексического разбора (см. L1 и L2 далее) имеют логарифмическую зависимость времени срабатывания от частотности слов и если это время больше максимального позволяющего координировать параллельно работающие нейросети при чтении, то происходит «развал» быстрого чтения по словам человеком и возврат на чтение через высшую нервную деятельность, то есть чтение по слогам. Это открытие было использовано в федеральных программах начальной школы США, в которые было введено заучивание учениками написания 300 самых частых слов (100 в первом классе Grade 1 и ещё 200 во втором классе Grade 2). Знание о том, что L1 не использует анализ по слогам, а использует орфографическую модель для анализа обычно в терминах морфем, привело к отказу от обучения слоговому чтению в начальной школе США в пользу чтения целыми морфемами (корнями, приставками, суффиксами). На основании модели E-Z Reader были разработаны списки частотных слов для обучения школьников. Модель E-Z Reader и её аналоги, такие как SWIFT, опровергли теории, что чтение по целым словам здорового человека состоит из последовательного анализа букв: на самом деле все буквы, попавшие в жёлтое пятно, должны расшифровываться параллельно. Нарушение этой нормальной работы нейронных сетей позволило сформулировать название нового вида дислексии — Surface Dyslexia.
Такие модели, как E-Z Reader и его аналоги (SWIFT), позволили осознать, что перемещение глазного яблока и особенно лишние перемещения для исправления ошибок чтения (регрессия) являются самым критическим фактором, сдерживающим скорость чтения. Эти данные были использованы при разработке популярных методик скорочтения с фиксацией глазного яблока неподвижно, как, например, методика Spritz Оксфордского университета.

## Нейросети-модули E-Z Reader
Модель состоит из набора «модулей», которые на практике являются группами нейронных сетей. Томограмма головного мозга с анализом по саккадам, на каком этапе чтения находится мозг, показывает, что хотя обычно один «модуль» тождественен физиологически участку головного мозга, но во многих случаях требуется срабатывание совместно нескольких участков мозга для выполнения операции чтения. Тем не менее, томограмма головного мозга даёт возможность понять, что E-Z Reader и его аналоги, не являются психологической абстракцией, а доказуемо имеют физиологическое воплощение в головном мозге. Модулям модели реально соответствуют конкретные нейронные сети, которые, конечно, могут быть устроены несколько иначе в головном мозге, но типы сетей из модели реально существуют и выявляются по МРТ.
Модель E-Z Reader реализуется следующим набором нейросетей:
1. V (Visual) — визуальное оптическое распознавание текста;
2. M1 (Movement 1) — планирование саккад с возможностью их отмены по новым данным от L1;
3. M2 (Movement 2) — управление движением мышц глаза в саккаде без возможности отмены со стороны L1;
4. L1 (Lexicon 1) — орфографический разбор слова и эвристики «знакомого слова» для саккад-пропусков слов;
5. L2 (Lexicon 2) — определение слова по словарю когортным методом с семантическими эвристиками;
6. I (Integration) — интеграция слов во фразы, выявление ошибок декодирования слов;
7. A (Attention) — управление фокусом внимания чтения.

При этом модули выполняют следующие функции.

### V (Visual) — визуальное оптическое распознавание текста
V (Visual) — оптическая нейросеть распознавания текста, считывающая текст как набор штрихов. Обычно буквы человеком не читаются полностью на нормальной скорости чтения, а иногда и не видны чётко при анализе текста в парафовеальной области глаза. V-сеть нейронов в координации с нейросетями следующих этапов позволяет нормальному человеку читать текст, даже если половину высоты букв закрыть маской горизонтально.
Как компьютерные эксперименты, так и натурные с человеком доказывают, что при чтении по целым словам отсутствует последовательный разбор букв. Все буквы, попавшие в зону жёлтого пятна, дешифруются параллельно. Как правило, у взрослого это 6—7 букв, а у 5—7-летнего ребёнка 3—4 буквы. Ещё около 7 букв V-сеть распознаёт очень приблизительно с большим количеством ошибок за счёт просмотра размытого изображения этих букв в парафовеальной области вокруг жёлтого пятна и передаёт эти неточные данные в нейросеть L1, которая, если сможет распознать за нечётким изображением букв высокочастотное слово, отдаст команду на пропуск его чтения. Общие размытые очертания текста периферическим зрением передаются в нейросеть M1 для общего планирования чтения страницы.

### M1 (Movement 1) — планирование саккад с возможностью их отмены по новым данным от L1
M1 (Movement 1) — нейросеть разработки плана чтения страницы с разработкой алгоритма из серии саккад. Использует размытое изображение всей страницы из периферической области глазного яблока, которая не может различать буквы в словах, однако если текст хорошо оформлен крупными заголовками, разными шрифтами, иллюстрациями, таблицами, то M1, опираясь на эти данные, выявляет, что читать на странице, и обеспечивает самое развитое скорочтение без потери смысла читаемого текста — обзорное или поверхностное. M1 также выполняет наведение глазного яблока на текущее слово и получает непосредственные команды от модуля предварительного орфографического разбора слова L1; в том числе важнейшее свойство M1 — это возможность отмены уже разработанного M1 алгоритма чтения следующих слов, если чтение текущего слова в L1 показало, что смысл текста требует изменений сценария чтения. Это в первую очередь перескок саккады через слово, которое, по данным L1, уже очевидно и не нуждается в наведении «жёлтого пятна» глаза для его чёткого прочтения.

### M2 (Movement 2) — управление движением мышц глаза в саккаде без возможности отмены со стороны L1
M2 (Movement 2) — в модели E-Z Reader отдельно выделен этап программирования саккады глазного яблока, который экспериментально наблюдается и состоит в том, что на этапе M2 модуль L1 уже не может дать команду на отмену его перемещения. Как правило, M2 уже отдаёт команды мышцам глаза для начала движения и не может остановить этот процесс в середине, поэтому даже если глазное яблоко будет наведено ошибочно, перевод его в нужное положение будет обеспечен как обработка ошибки чтения (регрессия с возвратной саккадой).

### L1 (Lexicon 1) — орфографический разбор слова и эвристики «знакомого слова» для саккад-пропусков слов
L1 (Lexicon 1) — в модели E-Z Reader учитывается крайне важный экспериментальный факт, что анализ слова состоит из двух раздельных этапов: предварительной оценки слова (L1) и извлечения слова из словаря (L2). Если глазу известно следующее слово, то L1 отдаёт команду M1 на перескок саккады. По этой причине в первых моделях E-Z Reader L1 назывался «тест на знакомое слово» (familiarity check). Последующие исследования показали, что в L1 имеется встроенный предварительный лексический разбор, который состоит в орфографическом разборе слова. Сам L1 не хранит словаря слов, за исключением словаря из 200—300 наиболее частотных слов и, главное, орфографического словаря из типовых комбинаций букв, которые можно уже дешифровать как группы правильно произнесённых фонем. У многих людей сам звуковой образ слова в L1 не формируется, а далее в L2 будет делаться поиск по словарю лексическим способом. 
Важно понимать, что L1 имеет глубокую оптимизацию для планирования саккад. Команда на баллистический перескок на следующее слово будет отдана, даже если слово не дочитано, но эвристики L1 считают, что L2 способен дешифровать слово только по его части. Вторая оптимизация — это «парафовеальный предпросмотр». Закончив фазы L1 и L2, мозг, не сдвинув глазное яблоко, запускает снова L1 для размытого текста, видного в парафовеальной области вокруг «жёлтого пятна». Если L1 угадывает слово как узнаваемое, в первую очередь высокочастотное (например, предлоги), то L1 отдаст команду в M1 не только не наводить глаз для дочитывания текущего слова, но и пропустить следующее.
Дискуссионным является вопрос о том, что делает L1, если слово плохо распознаётся. Это могут быть как команды в M1 на повторное считывание (регрессия), так и сообщение в L2, что качество распознавание орфографии получилось низким и следует формировать более широкие когорты и пытаться угадать слово семантическим способом. Возврат чтения из подсознания в сознание при неизвестных словах произойдёт далее в нейросетях I и A.
Исследования дислексиков показывают, что в рамках модели E-Z Reader в большинстве случаев самая распространённая фонематическая дислексия (80 % случаев дислексии) связана со сбоем в нейросети L1. Причём многие такие дислексики могут быть вылечены, поскольку до использования моделей, подобных E-Z Reader, не было доказательств «врождённой грамотности» и тем более не было предположений о её связи с дислексией. Нейронные сети L1 у дислексиков могут быть обучены читать орфографию слов и формировать корректный звуковой образ слова через многократный прогон частотных слов с помощью специальных карточек (flashcards).

### L2 (Lexicon 2) — определение слова по словарю когортным методом с семантическими эвристиками
L2 (Lexicon 2) — в модели E-Z Reader данный этап подразумевает поиск слова по словарю в мозге (lexicon access). Для поиска используются результаты орфографической дешифровки от этапа L1. При этом L1 не считывает слово полностью из-за ограничений глазного яблока и размера его чёткого зрения только в «жёлтом пятне», а делает разбор лишь первых 6—7 букв. Нейросеть L2, используя когортный метод поиска в словаре по первым буквам, отбирает слова-кандидаты, которые подходят под них. Это так называемая «когорта слов», то есть «отряд слов» по аналогии с основным смыслом слова «когорта». Далее лишние слова из когорты отбрасываются L2 за счёт работы семантического анализа слов и эвристик с предположениями, то есть L2 «домысливает» значение слова из общего контекста и очень часто «придумывает» окончания слов из грамматики языка чтения, так как для длинных слов «жёлтое пятно» не может разглядеть, чем слово кончается, а лишняя саккада для дочитывания слова сразу же в 2—3 раза снижает скорость чтения.
Дискуссионным среди учёных является вопрос, используется ли коннективистский метод извлечения слов из словаря на этапе L2. Модели коннективистских нейронных сетей представляют собой развитие отвергнутой учёными упрощённой модели «анализ через синтез», которая является базовой для объяснения чтения по буквам-фонемам и слогам. Наиболее вероятно, что в чтении целыми словами на уровне подсознания коннективистские нейронные сети не используются, так как для срабатывания им нужно чётко идентифицировать не только первый, но и ударный слог. В длинных словах ударный слог с его буквами оказывается за пределами угла зрения «жёлтого пятна», и дополнительной саккады на такой слог обычно не фиксируется. Иными словами, L2 базируется в основном на анализе от первых букв в угле зрения, то есть на когортном методе. По этой причине большинство реализаций E-Z Reader и его аналогов, таких как SWIFT, используют только когортную модель распознавания слов.

### I (Integration) — интеграция слов во фразы, выявление ошибок декодирования слов
Поскольку модули V и L2 делают множество эвристик с предположениями о том, какие буквы присутствуют в тексте, по всего лишь части их штрихов, а также домысливают слова по их частям, то возможны ошибки дешифровки текста. Примерно 4 % слов считываются ошибочно. Ошибки выявляет нейросеть I, которая выполняет дополнительный семантический анализ и, если очевидна ошибка, запускает считывание слова, повторно отдавая команды в M1 и L1 для возврата глазного яблока назад и чтения заново (регрессия). I-сеть также уточняет семантическое значение слова в общем контексте, поскольку умеет складывать несколько слов друг с другом и получать в итоге смысл фраз. Затем I-сеть отдаёт команды в A-модуль управлением вниманием.

### A (Attention) — управление фокусом внимания чтения
A (Attention) — нейросеть управления фокусом внимания при чтения. Обычно управляется по командам из I-модуля на основе данных семантического анализа. Используются также данные по обзору текста периферическим зрением из M1.
Если по данным I-сети имеется полный сбой понимания семантики (значения) текста, то A-сеть может прекратить чтение по словам на уровне подсознания и вернуть чтение на уровень сознания. Однако, как правило, при таком возврате уже имеется звуковой образ слова, полученный из L1 по применению типовых правил орфографии. Следует отметить, что такой возврат может не происходить, когда у человека существует (или сформирована агрессивным фонематическим методом обучения через «фонематический слух») семантическая дислексия, то есть I-сеть игнорирует, что слова не распознаются по смыслу, а A-сеть принимает тот факт, что буквы читаются как звуки без понимания текста. Семантический дислексик с расстройством в I- и A-сетях читает текст примерно как музыкант читает ноты, то есть может быстро читать текст вслух, вообще не понимая, что читает, и не способен пересказать смысл прочитанного текста.